# Lars Hegaard
Lars Hegaard (født 1950) er en dansk guitarist og komponist.
Han er uddannet guitarist fra Odense Musikkonservatorium fra 1969 med Ingolf Olsen som lærer, og senere Det Kongelige Danske Musikkonservatorium i København (diplomeksamen 1973, musikpædagogisk eksamen 1977). Derefter studerede han komposition med bl.a. Niels Viggo Bentzon og Ib Nørholm som lærere (diplomeksamen 1980). Har desuden studeret musik ved Københavns Universitet (exam.art.)
Siden har han skrevet en lang række værker for mange besætninger, flest små men også mange store. Hans kompositionsmetode er efter hans eget udsagn tæt forbundet med variationsteknikken. Et tema, der varieres eller en udvikling. der fører frem til et tema.

## Citater fra Dansk Musiktidsskrift (DVM)Arkiveret5. marts 2016 hosWayback Machine
| Citat                 | Dilemmaet med at komponere i dag er jo netop den frihed man har, problemet er at begrænse sig, og vælge de begrænsninger, der er brug for, uden at begrænse sig så meget, at man binder sig selv, stækker sig selv. Jeg kan godt en gang imellem føle en kamp mellem det intuitive og det konstruktive i musikken. | Citat |
| Dansk Musiktidsskrift | |       |

| Citat                 | Jeg opererer næsten altid med flere planer og sætter dem op mod hinanden næsten som en lydskulptur. De behøver i og for sig ikke at forandres så meget, selve deres identitet bliver fastholdt, men de bliver flyttet i forhold til hinanden, ligesom et prisme drejes. | Citat |
| Dansk Musiktidsskrift | |       |

## Hædersbevisninger
- Modtog i 1983 Statens Kunstfonds 3-årige arbejdslegat.
- I 1992 Poul og Sylvia Schierbecks legat.
- Carl Nielsen prisen i 2007

## Musik
- Prélude pour guitare seule (1972)
- Two Fragments (klaver 1974)
- Duo for 2 Guitars (1974)
- 5 Movements for Guitar Solo (1975)
- 6 Small Preludes (1975)
- Blæserkvintet nr. 1 (1975)
- Five Movements (guitar 1975)
- Meditation, Invention (klaver 1975)
- Four Medieval Pieces (klaver 1976)
- Strygekvartet nr. 1 (1976)
- Streams, Shapes and Planes (fløjte og klaver 1977)
- Prélude pour guitare seule (1977)
- Toccata Hommage a Stravinsky (klaver 1977)
- Triori (fløjte, guitar og bas 1978)
- Two Preludes (klaver 1979)
- 5 sonogrammer for improvisationsgruppe (ad. lib. ensemble 1979)
- Symfoni nr. 1 (orkester 1979)
- Music for Improvisation (based on I Ching) (sang og instrumenter 1980)
- Fem Fragmenter (strygekvartet 1980)
- Haiku (sopran, klaver og violin 1981)
- Hymner (baryton og 13 instrumenter 1981)
- Letter to my Son (orkester 1982)
- Decet (kammerensemble 1982)
- Variations (guitar 1983)
- Tre afrikanske digte (kor og instrumenter 1983)
- Blåhvalen (kor og instrumenter 1984)
- Canto (cello 1984)
- The Four Winds (klarinet, klaver og cello 1984)
- The Great Beam of the Milky Way (klaver 1985)
- Intersections (kammerensemble 1986)
- Far Calls Coming Far (mezzo, slagtøj og el-guitar 1986)
- The Conditions of a Solitary Bird (guitar 1987)
- Song Lines for 3 Guitars (1987)
- Symfoni nr. 2 (Space even more than time – 1987)
- Couleurs croisées (guitarkvartet 1987)
- Music for Chameleons (blæserkvintet 1987)
- Configurations (fløjte og guitar 1988)
- The Dimension of Stillness (sopran med instrumenter 1988)
- Faret vild i tiden. En skolemusical (kor og orkester 1988)
- The Rolling Force (Fantasy for Cello and Chamber Ensemble 1989)
- Song-Lines 12 Short Dances for Guitar Trio (1989)
- Six Studies for 2 guitars (1989)
- The Rolling Force Phantasy for cello and chamber orchestra (1989)
- 3 Short Pieces (fløjte, harpe, bratsch 1990)
- 13 Short Pieces (fløjte, harpe og bratsch 1990)
- Drømmespor (kammerensemble 1990)
- Four Square Dances (saxofonkvartet 1991)
- Partials Play (fløjte, guitar og cello 1991)
- Labyrinthus (el-guitar 1991)
- Worldes Bliss (orgel 1991)
- Diptychon (kammerensemble 1992)
- Den tydelige solsort (kor SSATB 1992)
- The Journey of the Dreaming Body (obo, harpe og cello 1992)
- Imaginary Landscape (slagtøj 1992)
- Diptychon (blæserkvintet og strygekvintet 1992)
- Night Flower (mezzo, slagtøj, bratsch m.m. 1993)
- The seasons, according to I Ching (kammerensemble 1994)
- Colours in Motion (altsax, accordeon og cello 1994)
- Four Visions, strygekvartet nr. 3 (1994)
- Twine (kammerensemble 1995)
- Invocations (saxofoner og orgel 1995)
- Four Prayers to the Four-Headed God (guitar 1995)
- Nogle lykkelige sekunder (sang og orgel 1996)
- To digte af Halfdan Rasmussen (kor 1997)
- Triptych with Objects (kammerensemble 1997)
- Worlds Apart (kammerensemble 1997)
- Map of the Human Heart (altsax og slagtøj 1997)
- Chains (orgel 1997)
- Hölderlin-Trilogie (kor 1997-1998)
- Inside (instrumenter og elektronik 1998)
- Symfoni nr. 3 (To populate a plain 1998)
- Singing Sculpture (kammerensemble 1998)
- Ambient Voices (klaver, violin klarinet og cello 1998)
- Kærestens død (kor 1998)
- Tre aspekter af mørket (sang og guitar 1999)
- Short Cuts (blæsere 1999)
- Four Rhythmical Pieces (guitar 1999)
- Johann Sebastian Bach Revisited (guitar 1999)
- Octagonal Room (guitar og strygekvartet 1999)
- Beings (kammerensemble 2000)
- Patterns of Nature (blokfløjter 2000)
- Different Worlds (bratsch og orkester 2001)
- Behind (fløjte og guitar 2002)
- Dark Strings (bas og klaver 2002)
- The Wings of a Butterfly (harpe 2002)
- Points of Disappearance (guitar og cello 2002)
- Grounds, Gateways & Tunnels of Love (fløjte, violin og guitar 2002)
- Rituals for guitar og ensemble (2003)
- Trois poèmes d'Arthur Rimbaud (sopran og guitar 2003)
- Tre blomsterdigte, Skrig & Casablanca (sang og instrumenter 2004)
- 4 momenter (fløjte, accordeon, cello 2004)
- Chanting-Healing-Ceremony (sopransax og harpe 2004)
- Unfolding Limitations (sopransax, trompet, accordeon og bas 2004)
- Small Things (obo 2005)
- Moods (strygere 2005)
- Mandala (fløjte og cello 2005)
- Scarlatti in the Mist (klaver, klarinet, violin og cello 2005)
- Messages from Water (klaver, klarinet og violin 2006)
- Fantasy Pieces (instumenter 2006)
- Five Elements (blæserkvintet 2006)
- 5 sange (2006)